# Urgleptes litoralis
Urgleptes litoralis är en skalbaggsart som beskrevs av Gilmour 1962. Urgleptes litoralis ingår i släktet Urgleptes och familjen långhorningar.
Artens utbredningsområde är Surinam. Inga underarter finns listade i Catalogue of Life.